# Městské muzeum Kamenice nad Lipou
Městské muzeum Kamenice nad Lipou (jinak též Městské muzeum v Kamenici nad Lipou) je muzeum v Kamenici nad Lipou, sídlí na Náměstí Čs. armády v budově zámku.

## Historie
Historie muzea začíná v roce 1904, kdy byly vytvářeny první muzejní sbírky, muzeum však bylo otevřeno až 25. srpna 1940, muzejní sbírky byly přeneseny ze školního kabinetu do několika místností radnice, později se přesunuly do prostor bývalé vzorkovny skla v Palackého ulici čp. 75. Zde byla vybudována expozice s tématem dějin města a expozice s tématem života a díla skladatele Vítězslava Nováka (otevřena v roce 1970). V roce 2004 muzeum bylo přestěhováno do budovy kamenického zámku. Správcem zámku je Umělecko průmyslové muzeum v Praze. V tu dobu byla otevřena nová stálá expozice s tématem historie města.

## Expozice Muzeum pro všechny smysly
V muzeu je uvedena jediná stálá expozice, je nazvána Muzeum pro všechny smysly a představuje historii města, exponáty jsou rozděleny do několika skupin a autoři se snažili uvést exponáty pro vnímání všemi smysly.